# Frederik Christian Riisbrigh
Frederik Christian Riisbrigh (ved dåben: Friderich Christian Risbrich) (13. juli 1754 i København – 29. september 1835 i Svendborg) var en dansk søofficer.
Han var søn af kommandør Volquard Risbrich (1719 - 14. september 1791) og Christiane Sophie født Andresen, blev 1762 volontør kadet i Marinen, 1768 kadet og 1773 sekondløjtnant. Allerede som kadet deltog han i admiral Frederik Christian Kaas' uheldige ekspedition til Algier 1770-71 og senere i et længere middelhavstogt, hvor han døjede meget ondt. 1778-83 tilbragte han i engelsk orlogstjeneste, hvor han gjorde tjeneste under de berømte admiraler Rodney og Hood og bivånede mange træfninger mod franskmændene i de vestindiske farvande. Ved sin hjemkomst erholdt han, der 1780 var blevet premierløjtnant, som anerkendelse for sit gode forhold kaptajnløjtnants karakter samt udnævntes til generaladjudant. Efter en del togter med de årlig udrustede eskadrer tilbragte han 1787-88 i Bergen hos sin fader og blev 1790 kaptajn; var 1795 chef for fregatten St. Thomas som vagtskib i Sundet; han havde her det uheld at brække benet, hvilket satte ham ud af aktiv tjeneste indtil 1801. Dette år erholdt han kommandoen over blokskibet Vagrien og deltog 2. april med stor ære i Olfert Fischers kamp på Reden mod Nelson. Han kæmpede mod linjeskibene Isis og Bellona foruden flere mindre; af hans besætning på 286 mand faldt 69, og 48 såredes; da skibet til sidst var blevet ganske forskudt, fornaglede Riisbrigh kanonerne, kastede krudtet over bord og forlod Vagrien med så mange folk, fartøjerne kunne rumme; det ødelagte skrog blev senere brændt af fjenden. I december samme år forfremmedes han til kommandørkaptajn. 1802 modtog han Erindringsmedaljen for Slaget på Reden.
1804 ægtede han enkefru Mariane Beck, født Nellemann (død 1828), med hvem han erhvervede en del formue og levede i et lykkeligt, men barnløst ægteskab. 1808 rejste han til Aalborg, hvorfra han ledede Norges forsyning med proviant; som medlem af den i samme anledning nedsatte provideringskommission forblev han her til 1814. 1809 blev han kommandør, 28. januar 1810 Ridder af Dannebrogordenen, 1813 kontreadmiral og 28. januar Dannebrogsmand og 31. juli 1815 Kommandør af Dannebrog. Ved reduktionen 1815 erholdt han afsked, men fik 1833 nyt afskedspatent som viceadmiral. Efter sin afgang bosatte han sig i Svendborg, hvor han døde 29. september 1835. Riisbrigh var en ualmindelig elskværdig og beskeden karakter, rolig og koldblodig i faren; hans mange gode egenskaber gjorde ham æret og afholdt, hvor han kom hen.
Han er begravet på Svendborg gamle Kirkegård.
Der findes et portrætmaleri af Riisbrigh og et kobberstik af J. Richter (Det Kongelige Bibliotek).